# Bupleurum trichopodum
Bupleurum trichopodum är en flockblommig växtart som beskrevs av Pierre Edmond Boissier och Wilhelm von Spruner. Bupleurum trichopodum ingår i släktet harörter, och familjen flockblommiga växter. Inga underarter finns listade i Catalogue of Life.